# Hungarosaurus
Hungarosaurus là một chi khủng long, được Ösi mô tả khoa học năm 2005.